# 2880 Nihondaira
A 2880 Nihondaira (ideiglenes jelöléssel 1983 CA) a Naprendszer kisbolygóövében található aszteroida. Tsutomu Seki fedezte fel 1983. február 8-án.